# Artūrs Karašausks
Artūrs Karašausks (* 29. Januar 1992 in Riga) ist ein lettischer Fußballspieler.

## Karriere

### Verein
Artūrs Karašausks begann seine Karriere in seiner Heimatstadt Riga, in der Jugend von Skonto Riga die als JFC Skonto bekannt ist. In der Spielzeit 2009 stand Karašausks im Kader des lettischen Erstligisten JFK Olimps, wo er in 18 Saisonspielen zehn Tore erzielen konnte und am Saisonende bester Torschütze des Teams wurde. Mit seinen Toren verhalf er Olimps zum fünften Tabellenplatz und damit zur besten Platzierung in der Klubgeschichte in der Virslīga. Zugleich wurde der Angreifer zum besten Jugendspieler der Saison gekürt. Zu Beginn der Saison 2010 kam er zurück zu Skonto Riga, wo er unter der lettischen Trainerlegende Aleksandrs Starkovs in der ersten Halbserie in 7 Spielen 4 Tore erzielte. Im August 2010 unterschrieb Karašausks bei Dnipro Dnipropetrowsk einen Leihvertrag bis Jahresende. Für den Verein aus der drittgrößten Stadt der Ukraine spielte er allerdings nur in der Reservemannschaft und blieb somit ohne Einsatz in der Premjer-Liha. Im Jahr 2011 wieder in Riga spielte er unter dem neuen Trainer Marians Pahars der zuvor als Co-Trainer fungiert hatte 15-mal, wobei er zwei Treffer markieren konnte. Mit dem Hauptstadtklub konnte er die Baltic League 2010/11 gewinnen, wobei er nebst Eduards Višņakovs Torschützenkönig wurde. In der Saison 2012 verlieh ihn Skonto zum Ligakrivalen FB Gulbene, und von Februar bis Mai 2014 an Rubin Kasan in die russische Premjer-Liga. Im Januar 2016 wechselte er Leihweise zum polnischen Erstligisten Piast Gliwice. Es folgten weitere Stationen beim FC Wil in der Schweiz, mehrmalige Wechsel zum FK Liepāja, Aqschajyq Oral aus Kasachstan, dem Riga FC sowie die zyprischen Vereine Paphos FC, Ethnikos Achnas und aktuell beim Zweitliga-Aufsteiger Krasava ENY Ypsonas FC.

### Nationalmannschaft
Artūrs Karašausks absolvierte von 2009 bis 2013 insgesamt 21 Partien für diverse lettische Jugendauswahlen und schoss dabei vier Tore. Während dieser Zeit debütierte auch am 5. Juni 2010 bei einem Testspiel gegen Ghana für die  A-Nationalmannschaft. Der Stürmer wurde bei der 0:1-Niederlage in der 59. Spielminute für Artjoms Rudņevs eingewechselt. In der UEFA Nations League 2018/19 erzielte er beim 1:1-Unentschieden gegen Kasachstan seinen ersten Treffer für die Auswahl.

## Erfolge
- Lettischer Meister: 2010, 2019
- Baltic League-Sieger: 2011
- Lettischer Pokalsieger: 2017, 2020

## Auszeichnungen
- Torschützenkönig der lettischen Virslīga: 2013 (16 Tore), 2017 (12 Tore)
- Torschützenkönig der Baltic League: 2011 (4 Tore)

## Sonstiges
Sein Vater Jurijs (* 1970), ehemaliger Fußballprofi in den 1990er, spielte genau wie sein Sohn in der lettischen Nationalmannschaft (6 A-Länderspiele).